# Río Tchara
El río Tchara (también transliterado como Chara o Čara) (en ruso, Чара) es un río localizado en la Siberia Oriental en Rusia. Es un afluente por la margen izquierda del río Olekma, a su vez un afluente del río Lena. Tiene 851 km de longitud y drena una cuenca de 87.600 km² (un poco mayor que Austria, Azerbaiyán y Emiratos Árabes Unidos). Su caudal medio es de 900 m³/s.
Administrativamente, el Tchara discurre por el krai de Zabaikalie (antiguo óblast de Chita), óblast de Irkutsk y la República de Saja de la Federación Rusa.

## Geografía
El río Tchara nace en la vertiente sur de los montes de Kodar y corre inicialmente en dirección noreste en un amplio valle localizado entre las montes Kodar, en el norte, y los montes Oudokan, en el sur. A continuación, vira hacia el norte-noreste franqueando las colinas al noreste de Kodar. Mucho más al norte, recibe por la izquierda las aguas del río Jouïa. Luego, volviéndose al noreste, se convierte en un río de llanura. Sigue y recibe, también por la izquierda, al río Molbo y después, por la derecha, al Tokko. Poco después, desemboca en el río Olekma, poco antes de que éste a su vez desagüe en el río Lena. 
Los principales afluentes del Tchara son los siguientes:  
- El río Jouïa o Žuja, con una longitud de 337 km, una cuenca de 22.600 km² y un caudal de 53 m³/s;
- El río Molbo, con una longitud de 334 km, una cuenca de 6.040 km²;
- El río Tokko, con una longitud de 446 km, una cuenca de 23.100 km² y un caudal de 220 m³/s;

En su parte alta, la línea del ferrocarril Baikal Amur Magistral (o BAM) discurre paralela al río Tchara durante unos 80 km.

## Navegabilidad
El Tchara es navegable un tramo de 416 km desde su desembocadura hasta cerca de la confluencia con el río Joui.  
El río está congelado entre el comienzo del mes de octubre y mayo.

## Hidrometría
El río Tchara es bastante caudaloso. Su caudal se ha observado desde el año 1936, un largo periodo de más de 60 años, en Tokko, una localidad a unos 120 millas de su confluencia con el río Olekma. La estación se encuentra aguas arriba de la confluencia con el río Tokko cuyo importante caudal no es tenido en cuenta. 
En Tokko, el caudal medio anual observado durante el período 1936-90 fue de 637 m³/s para un área drenada de 62.500 km², un poco más del 70% del total de la cuenca captación del río. La lámina de agua de escorrentía anual en la cuenca ascendió, por tanto, a 322 mm, que puede considerarse como bastante alta. 
El caudal medio mensual observado en marzo (mínimo de estiaje) es 41,7 m³/s, o menos del 2% del caudal medio en junio (2.374 m³/s), lo que pone de relieve la magnitud de las extremas variaciones estacionales. Y las diferencias mensuales pueden ser aún más importantes, ya que en el período de observación de 55 años, el caudal mínimo mensual fue del 26,9 m³/s, en marzo de 1956, mientras que el máximo mensual fue de 3.930 m³/s en junio de 1981. En lo que respecta al período libre de hielo (de mayo a septiembre inclusive), el caudal mínimo observado fue de 351 m³/s en septiembre de 1954. 
Caudales medios mensuales del río Tcharamedido en la estación hidrométrica de Tokko  (m³/s) 
(Datos calculados para el periodo de 60 años, 1936-1990)